# Carol Moseley Braun
Carol Elizabeth Moseley Braun, född 16 augusti 1947 i Chicago i Illinois, är en amerikansk demokratisk politiker och diplomat. Hon representerade delstaten Illinois i USA:s senat 1993–1999. Hon var den första kvinnliga afroamerikanska senatorn, den första afroamerikanska senatorn för det demokratiska partiet och den första kvinnan att besegra en sittande amerikansk senator i ett val.
Hon avlade 1969 grundexamen vid University of Illinois at Chicago och 1972 juristexamen vid University of Chicago.
Moseley Braun besegrade den sittande senatorn Alan J. Dixon i demokraternas primärval inför senatsvalet 1992. Hon blev sedan invald i senaten och tillträdde sitt ämbete i januari 1993 som den första afroamerikanska kvinnan i senatens historia. Utmanaren Peter Fitzgerald besegrade henne i senatsvalet 1998 med 50,35% av rösterna mot 47,44% för Moseley Braun. Hon tjänstgjorde sedan som USA:s ambassadör i Wellington 1999–2001.
Moseley Braun meddelade sin kandidatur i presidentvalet i USA 2004 i februari 2003. Hon drog sig ur demokraternas primärval den 15 januari 2004 och gav sitt stöd åt Howard Dean.